# NGC 5804
NGC 5804 is een balkspiraalstelsel in het sterrenbeeld Ossenhoeder. Het hemelobject werd op 15 mei 1787 ontdekt door de Duits-Britse astronoom William Herschel.

## Synoniemen
- UGC 9627
- MCG 8-27-38
- ZWG 248.32
- KUG 1455+498A
- IRAS 14554+4952
- PGC 53437